# 施特拉尔松德条约

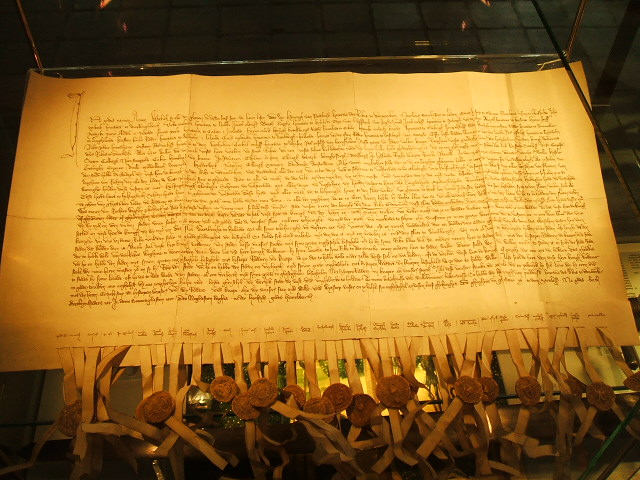
施特拉尔松德博物馆里的条约

《施特拉尔松德条约》于1370年5月24日签署，结束了汉萨同盟与丹麦王国之间的战争，也标志着汉萨同盟到达其力量的巅峰。
战争开始于1361年，当时丹麦国王瓦尔德马尔四世征服了斯科讷、厄兰岛、哥得兰岛和汉萨同盟重镇维斯比。1362年，汉萨同盟的反击在赫尔辛堡被丹麦舰队击败，被迫签署了《沃尔丁堡条约》，大量特权被剥夺。1367年11月19日，在科隆舉行的漢薩議會上，一個由多達57個漢薩城市組成的聯盟－科隆邦聯正式成立。1368年2月2日，他們與瑞典國王阿爾伯特以及在呂貝克的北德意志和丹麥貴族締結軍事同盟。在向丹麥宣戰的同時，漢薩同盟向27位北德意志統治者、英國和波蘭國王以及皇帝和教皇致函，解釋他們的行動。
在接下来的战争中，瓦尔德马尔四世和其挪威女婿哈康六世完全被击败。
《施特拉尔松德条约》的谈判在丹麦总管亨宁·波德布斯克和汉萨同盟吕贝克市长雅各布·普列斯科夫和施特拉尔松德市长贝尔特拉姆·武尔夫拉姆之间进行。根据条约，维斯比重获自由。此外，丹麦还被迫保证汉萨同盟在整个波罗的海拥有自由贸易的权利。条约赋予了汉萨同盟在波罗的海内捕鱼的垄断地位。